# Луций Аврелий Коммод Помпеян
Луций Аврелий Коммод Помпеян (лат. Lucius Aurellius Commodus Pompeianus) — римский государственный деятель начала III века.

## Биография
Помпеян происходил из сирийского города Антиохии-на-Оронте. Предположительно, его отцом был двукратный консул Тиберий Клавдий Помпеян, а матерью — дочь императора Марка Аврелия Луцилла. По другой версии, отцом Помпеяна был квесторий Клавдий Помпеян Квинтиан, умерший в 182/183 году. Возможно, Луций родился около 177 года. Вскоре после вступления на престол Коммода в 180 году его мать предприняла неудачную попытку его свергнуть, но была разоблачена, отправлена в ссылку и убита. Джон Оутс полагает, что после этого Луций и его отец Тиберий удалились в свои поместья.
В 90-х годах II века Луций был военным трибуном I легиона Минервы. От этого времени остался алтарь, посвященный им Септимию Северу. В 209 году Помпеян занимал должность ординарного консула. Его коллегой был Квинт Гедий Лоллиан Плавтий Авит. В 212 году Помпеян был убит по приказу императора Каракаллы. Х.-Г. Пфлаум отмечает, что Каракалла принял меры предосторожности, чтобы было похоже будто убийство было совершено бандитами.
У Помпеяна было два сына: консул 231 года Луций Тиберий Клавдий Помпеян и консул 235 года Луций Тиберий Клавдий Аврелий Квинтиан.